# 两蕊甜茅
两蕊甜茅（学名：Glyceria lithuanica），为禾本科甜茅属下的一个植物种。